# Xiaowang
Król Xiao z dynastii Zhou (chiń. 周孝王; pinyin Zhōu Xìaowáng) – ósmy władca dynastii Zhou. Panował w latach 892–886 p.n.e.

## Panowanie
Jego panowanie jest słabo udokumentowane. Zastąpił na tronie Zhou swojego bratanka, Yiwanga.
W tym czasie niejaki Feizi (非子) otrzymał od króla Xiao małe lenno Qin. Xiaowang miał dobrą opinię o Feizim i powierzył mu hodowlę i szkolenie koni dla armii Zhou.
Następcą Xiaowanga został Yiwang (Ji Xie), syn jego bratanka, Yiwanga. Sima Qian zapisał, że drugi Yiwang został „przywrócony przez wielu możnych”. Może oznaczać to uzurpację, ale sprawa nie jest jasna.